# 佛罗伦萨加尔都西会修道院

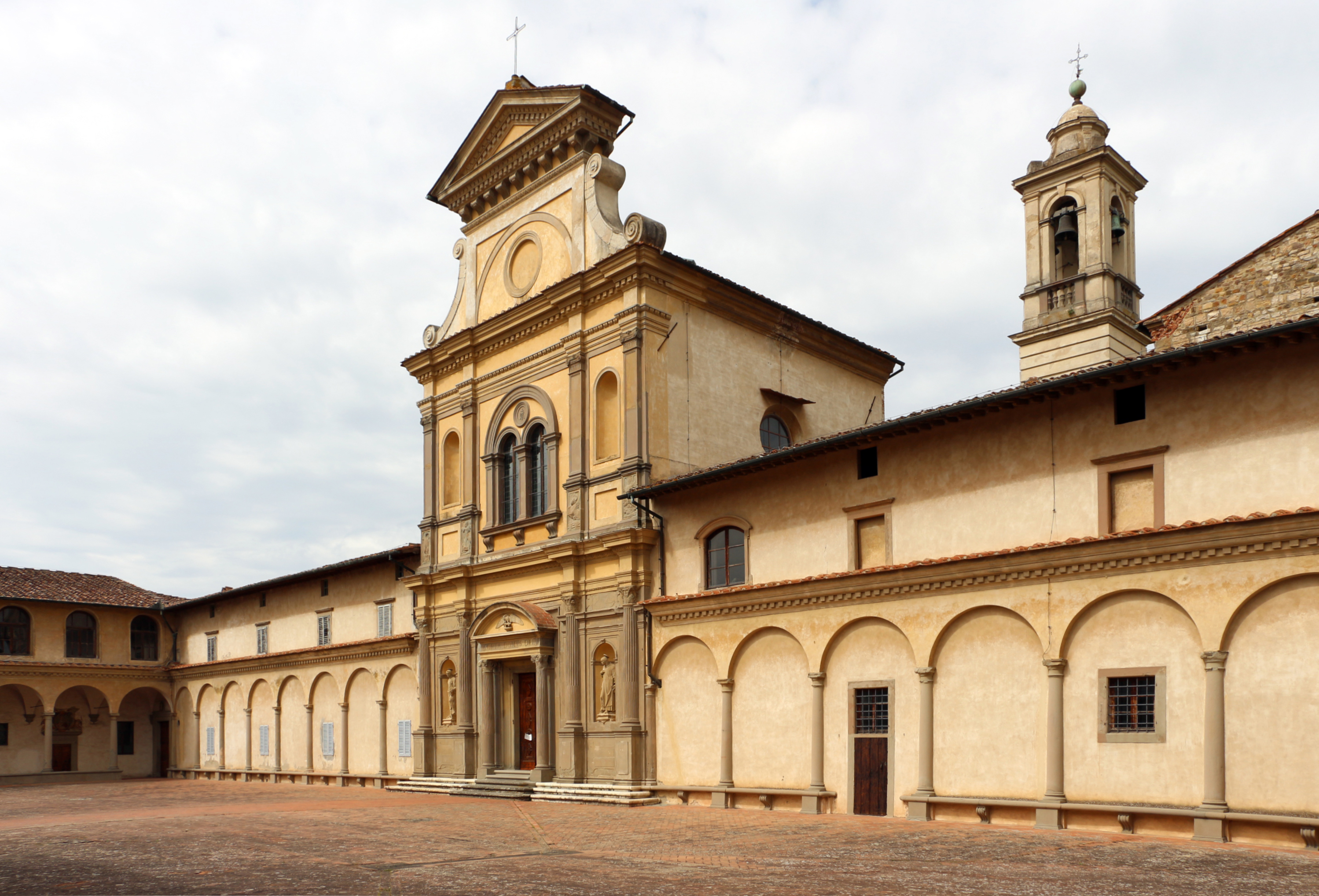

佛罗伦斯加尔都西会修道院（意大利语：Certosa di Firenze）是一个加尔都西会修道院，位于意大利中部佛罗伦斯郊区加卢佐两河交汇处，是一个围墙环绕的建筑群。
佛罗伦萨加尔都西会修道院由佛罗伦斯贵族、那不勒斯王国的司库Niccolò Acciaioli创建于1341年，在后来的数百年间接受了无数捐赠，逐步扩大。1958年修道院被熙笃会修士接管。
该建筑启发了勒·柯布西耶的城市项目。
修道院内设有意大利非营利文化机构中世纪拉丁研究国际协会（Società Internazionale per lo Studio del Medioevo Latino）。
。